# Дніпровський район (Дніпропетровська область)
Дніпровський район — район у Дніпропетровській області України, утворений в 2020 році. Адміністративний центр — місто Дніпро.

## Історія
Район створено відповідно до постанови Верховної Ради України № 807-IX від 17 липня 2020 року.

## Громади району
| №  | Назва                                | Центр                | Населені пункти |
| -- | ------------------------------------ | -------------------- | --- |
| 1  | Дніпровська міська громада           | м. Дніпро            | с-ще Авіаторське м. Дніпро |
| 2  | Підгородненська міська громада       | м. Підгородне        | с. Дмитрівка с. Перемога м. Підгородне с. Спаське с. Хуторо-Губиниха |
| 3  | Китайгородська сільська громада      | с. Китайгород        | с. Китайгород с. Кравцівка с. Рибалки с. Рудка с. Щербинівка |
| 4  | Любимівська сільська громада         | с. Любимівка         | с. Веселе с. Воронівка с. Діброва с. Зоряне с. Любимівка с. Придніпрянське |
| 5  | Ляшківська сільська громада          | с. Ляшківка          | с. Андріївка с. Залелія с. Лозуватка с. Ляшківка с. Назаренки с. Нетесівка с. Орлівка с. Помазанівка с. Шарівка |
| 6  | Миколаївська сільська громада        | с. Миколаївка        | с. Благовіщенка с. Долинське с. Миколаївка с. Нове с. Новотаромське с. Пашена Балка с. Степове с. Сурське с-ще Титорове с-ще Шевченко |
| 7  | Могилівська сільська громада         | с. Могилів           | с. Єгорине с. Зубківка с. Катеринівка с. Могилів с-ще Молодіжне с. Новопідкряж с. Новоселівка с. Плавещина с. Проточі с. Салівка с. Супина с. Цибульківка |
| 8  | Новоолександрівська сільська громада | с. Новоолександрівка | с. Братське с. Волоське с. Дніпрове с. Дороге с-ще Дослідне с. Кам'янка с. Майорка с. Новоолександрівка с. Старі Кодаки с. Ракшівка с. Червоний Садок с. Чувилине |
| 9  | Святовасилівська селищна громада     | с-ще Святовасилівка  | с. Барвінок с. Березнуватівка с. Голубинівка с. Грушівка с. Дальнє с. Карайкове с. Костянтинівка с. Матросове с. Межове с. Наталівка с. Незабудине с-ще Незабудине с. Новомар'ївка с. Орлове с. Промінь с-ще Святовасилівка с. Рясне с. Томаківка с. Хижине с. Чернігівка с. Чорнопарівка с. Шульгівка с. Якимівка |
| 10 | Сурсько-Литовська сільська громада   | с. Сурсько-Литовське | с. Зелений Гай с. Новомиколаївка с. Сурсько-Клевцеве с. Сурсько-Литовське |
| 11 | Чумаківська сільська громада         | с. Чумаки            | с. Веселе с. Виноградне с. Вишневе с-ще Зоря с. Іванівка с. Калинове с. Нововасилівка с. Новоспаське с. Приют с. Тарасо-Шевченківка с. Чумаки |
| 12 | Новопокровська селищна громада       | с-ще Новопокровка    | с. Багате с. Бутовичівка с. Вільне с. Водяне с. Ганно-Мусіївка с. Гаркушине с. Григорівка с. Долинське с. Дружелюбівка с. Іверське с. Кашкарівка с. Квітуче с. Котлярівка с. Кринички с. Лугове с. Мала Калинівка с. Малинове с. Миколо-Мусіївка с. Мирне с. Миропіль с. Михайлівка с. Новоандріївка с-ще Новопокровка с. Олександрівка с. Осипенко с. Павлівка с. Петриківка с. Пропашне с. Розтання с. Суданівка с-ще Тихе с. Товариський Труд с. Тракторне |
| 13 | Обухівська селищна громада           | с-ще Обухівка        | с. Горянівське с-ще Миколаївка с-ще Обухівка |
| 14 | Петриківська селищна громада         | с-ще Петриківка      | Гречане с. Єлизаветівка с. Іванівка с. Клешнівка с. Кулішеве с. Куліші с-ще Курилівка с. Лобойківка с. Мала Петриківка с. Плавещина с-ще Петриківка с. Радісне с. Сорочине с. Сотницьке с. Судівка с. Улянівка с. Хутірське с. Чаплинка с. Шульгівка |
| 15 | Слобожанська селищна громада         | с-ще Слобожанське    | с. Балівка с. Василівка с. Олександрівка с. Орільське с-ще Слобожанське с. Степове |
| 16 | Солонянська селищна громада          | с-ще Солоне          | Антонівка с. Аполлонівка с. Башмачка с. Безбородькове с. Богданівка с. Василівка с. Вишневе с. Військове с. Вовніги с. Гайдамацьке с. Гончарка с. Гроза с. Дніпровське с. Дороганівка с. Звонецьке с. Звонецький Хутір с. Калинівка с. Кам'яне с. Кам'яно-Зубилівка с. Квітневе с. Круте с. Любимівка с. Любов с. Малинівка с. Малозахарине с. Маяк с. Микільське с. Микільське-на-Дніпрі с-ще Надіївка с. Новоселівка с. Новотарасівка с. Новотернуватка с. Олексіївка с. Оріхове с. Панькове с. Петрівське с. Петро-Свистунове с. Письмечеве с. Привільне с. Пшеничне с. Сергіївка с-ще Солоне с. Сонячне с. Стародніпровське с. Сурсько-Михайлівка с. Тритузне с. Трудолюбівка с. Червонокам'яне с. Шестипілля с. Широке с. Широкополе |
| 17 | Царичанська селищна громада          | с-ще Царичанка       | с. Бабайківка с. Вербове с. Гнатівка с. Драгівка с. Дубове с. Заорілля с. Івано-Яризівка с. Калинівка с. Кущівка с. Лисківка с. Михайлівка с. Ненадівка с. Новостроївка с. Пилипівка с. Преображенка с. Прядівка с. Селянівка с. Семенівка с. Тарасівка с. Турове с. Червона Орілька с-ще Царичанка с. Юр'ївка |

Раніше територія району входила до складу Дніпровського, Царичанського, Синельниківського (частково), Петриківського, Солонянського, Магдалинівського районів, ліквідованих тією ж постановою.

## Керівництво
26 травня 2021 року Президент України В.Зеленський призначив головою районної державної адміністрації Микиту Загрійчука.